# Премія імені Маргарет А. Едвардс
Премія імені Маргарет А. Едвардс — це літературна нагорода Американської бібліотечної асоціації (ALA), яка щорічно присуджується автору та «конкретному твору за значний і тривалий внесок у літературу для юнацтва». Вона названа на честь Маргарет А. Едвардс (1902—1988), першопрохідниці, багаторічної директорки відділу обслуговування молоді у Вільній бібліотеці ім. Еноха Пратта в Балтиморі.
Нагорода була започаткована у 1988 році як дворічна «Премія для молодих авторів журналу „Шкільна бібліотека“, яку обирає та адмініструє Відділ обслуговування молодих людей Американської бібліотечної асоціації». Після 1990 року вона була перейменована і стала щорічною. Її продовжує спонсорувати «Шкільний бібліотечний журнал», а адмініструє Асоціація бібліотечних послуг для юнацтва, яка є нащадком YASD. Переможець оголошується під час зимової зустрічі УБА, а нагорода та грошовий приз у розмірі 2000 доларів США вручається на обіді під час щорічної конференції УБА (27 червня — 2 липня 2013 р.).

## Історія та критерії
У другій половині двадцятого століття в бібліотечних фондах і видавничих акціях з'явився клас книг «для юнацтва», а література для юнацтва стала «поважною галуззю дослідження». Коли School Library Journal ініціював нагороду для письменників YA, програма нагород ALA визнавала клас YA лише у щорічних списках рекомендованих книг, «Найкращих книг для молодих дорослих» та списку «для читачів YA, які неохоче читають YA». (Насправді, премія Printz Award за найкращу книгу року була заснована лише у 1999 році). Головний редактор Ліліан Н. Герхардт вирішила, що SLJ має лише спонсорувати цю премію, і залучила до її адміністрування Відділ обслуговування молодих людей Американської бібліотечної асоціації (ALA).
Офіційна назва премії, затверджена у 1986 році, була незвично довгою, навіть з урахуванням ініціалів: «Премія SLJ для молодих авторів, яку обирає та адмініструє YASD ALA». У списках нагородження 1988 і 1990 років, представлених в Інтернеті через десятиліття, вона називається «Премія Відділу обслуговування юнацтва/Шкільного бібліотечного журналу за авторські досягнення». Під час третього циклу вона стала щорічною і була перейменована на честь нещодавно померлого Едвардса.
Починаючи з четвертого циклу, 1991/1992 рр., комітету було доручено обрати «живого автора або співавтора, чия книга або книги протягом певного періоду часу були сприйняті молодими людьми як автентичний голос, який продовжує висвітлювати їхній досвід та емоції, даючи уявлення про їхнє життя». Серед інших конкретних критеріїв, робота повинна мати «прийнятну літературну якість» і бути «популярною серед широкого кола молодих людей у різних куточках країни». Крім того, переможець повинен «погодитися особисто прийняти нагороду на наступній щорічній конференції», приблизно через п'ять місяців після відбору.
Редактор SLJ Герхард Герхардт висвітлював нагородження принаймні один раз, у редакційній статті під час інавгураційного вручення премії С. Е. Хінтону (червень 1988 року). Деякий час, починаючи з 1990 року, червневе число SLJ висвітлювало цьогорічну премію та містило інтерв'ю з попереднім лауреатом.